# NHL 1968/1969
Sezóna 1968/1969 byla 52. sezonou NHL. Vítězem Stanley Cupu se stal tým Montreal Canadiens.

## Konečné tabulky základní části

### Východní divize
| Tým                 | Z  | V  | P  | R  | B   | VG  | IG  |
| ------------------- | -- | -- | -- | -- | --- | --- | --- |
| Montreal Canadiens  | 76 | 46 | 19 | 11 | 103 | 271 | 202 |
| Boston Bruins       | 76 | 42 | 18 | 16 | 100 | 303 | 221 |
| New York Rangers    | 76 | 41 | 26 | 9  | 91  | 231 | 196 |
| Toronto Maple Leafs | 76 | 35 | 26 | 15 | 85  | 234 | 217 |
| Detroit Red Wings   | 76 | 33 | 31 | 12 | 78  | 239 | 221 |
| Chicago Black Hawks | 76 | 34 | 33 | 9  | 77  | 280 | 246 |

### Západní divize
| Tým                   | Z  | V  | P  | R  | B  | VG  | IG  |
| --------------------- | -- | -- | -- | -- | -- | --- | --- |
| St. Louis Blues       | 76 | 37 | 25 | 14 | 88 | 204 | 157 |
| Oakland Seals         | 76 | 29 | 36 | 11 | 69 | 219 | 251 |
| Philadelphia Flyers   | 76 | 20 | 35 | 21 | 61 | 174 | 225 |
| Los Angeles Kings     | 76 | 24 | 42 | 10 | 58 | 185 | 260 |
| Pittsburgh Penguins   | 76 | 20 | 45 | 11 | 51 | 189 | 252 |
| Minnesota North Stars | 76 | 18 | 43 | 15 | 51 | 189 | 270 |

## Play off
|  | Čtvrtfinále     | Čtvrtfinále         | Čtvrtfinále       |                 |               | Semifinále         | Semifinále | Semifinále |  |  | Finále Stanley Cupu | Finále Stanley Cupu | Finále Stanley Cupu |
|  |                 |                     |                   |                 |               |                    |            |            |  |  |                     |                     |                     |
|  | 1               | Montreal Canadiens  | 4                 |                 |               |                    |            |            |  |  |                     |                     |                     |
|  | 3               | New York Rangers    | 0                 |                 |               |                    |            |            |  |  |                     |                     |                     |
|  | 3               | New York Rangers    | 0                 |                 | 1             | Montreal Canadiens | 4          |            |  |  |                     |                     |                     |
|  | Východní divize |                     |                   |                 | 1             | Montreal Canadiens | 4          |            |  |  |                     |                     |                     |
|  |                 | 2                   | Boston Bruins     | 2               |               |                    |            |            |  |  |                     |                     |                     |
|  | 2               | 2                   | Boston Bruins     | 2               | Boston Bruins | 4                  |            |            |  |  |                     |                     |                     |
|  | 2               |                     |                   |                 | Boston Bruins | 4                  |            |            |  |  |                     |                     |                     |
|  | 4               | Toronto Maple Leafs | 0                 |                 |               |                    |            |            |  |  |                     |                     |                     |
|  |                 |                     |                   |                 |               |                    |            |            |  |  | V1                  | Montreal Canadiens  | 4                   |
|  |                 |                     | Z1                | St. Louis Blues | 0             |                    |            |            |  |  |                     |                     |                     |
|  | 1               | St. Louis Blues     | 4                 |                 |               |                    |            |            |  |  |                     |                     |                     |
|  | 3               | Philadelphia Flyers | 0                 |                 |               |                    |            |            |  |  |                     |                     |                     |
|  | 3               | Philadelphia Flyers | 0                 |                 | 1             | St. Louis Blues    | 4          |            |  |  |                     |                     |                     |
|  | Západní divize  |                     |                   |                 | 1             | St. Louis Blues    | 4          |            |  |  |                     |                     |                     |
|  |                 | 4                   | Los Angeles Kings | 0               |               |                    |            |            |  |  |                     |                     |                     |
|  | 2               | 4                   | Los Angeles Kings | 0               | Oakland Seals | 3                  |            |            |  |  |                     |                     |                     |
|  | 2               |                     |                   |                 | Oakland Seals | 3                  |            |            |  |  |                     |                     |                     |
|  | 4               | Los Angeles Kings   | 4                 |                 |               |                    |            |            |  |  |                     |                     |                     |

## Ocenění
| Prince of Wales Trophy:         | Montreal Canadiens                           |
| Clarence S. Campbell Bowl:      | St. Louis Blues                              |
| Art Ross Trophy:                | Phil Esposito, Boston Bruins                 |
| Bill Masterton Memorial Trophy: | Ted Hampson, Oakland Seals                   |
| Calder Memorial Trophy:         | Danny Grant, Minnesota North Stars           |
| Conn Smythe Trophy:             | Serge Savard, Montreal Canadiens             |
| Hart Memorial Trophy:           | Phil Esposito, Boston Bruins                 |
| James Norris Memorial Trophy:   | Bobby Orr, Boston Bruins                     |
| Lady Byng Memorial Trophy:      | Alex Delvecchio, Detroit Red Wings           |
| NHL Plus/Minus Award:           | Bobby Orr, Boston Bruins                     |
| Vezina Trophy:                  | Glenn Hall & Jacques Plante, St. Louis Blues |
| Lester Patrick Trophy:          | Robert M. Hull                               |